# Ваюніти

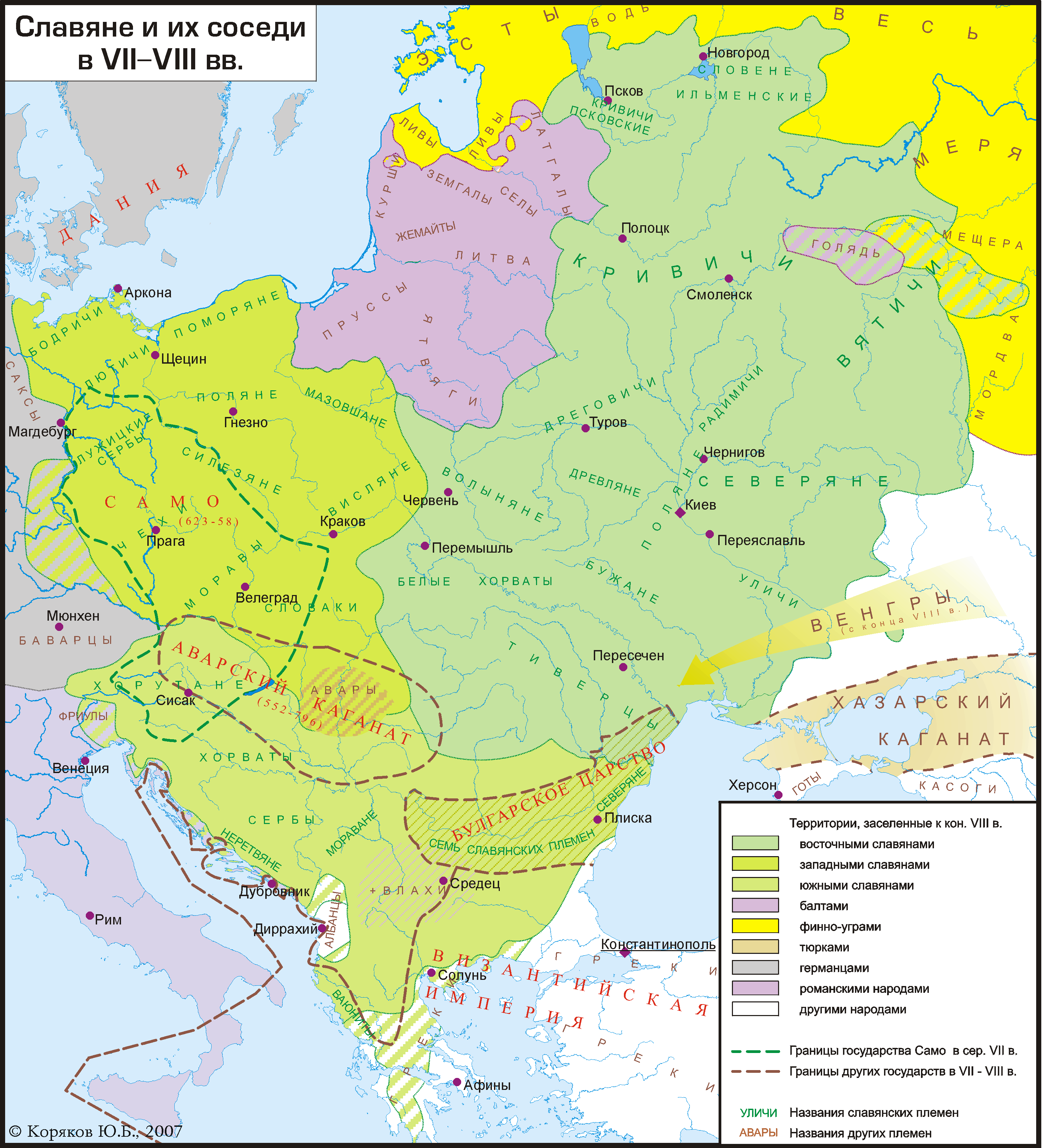
Ваюніти на карті

Ваюніти — велике південнослов'янське плем'я, яке жило в  VIII—XI віці на території Балканського півострова. Вони жили на ріці Бистриця (Аліакмон), на території сучасного Епіру. Разом з греками і албанцями створили князівство Вагенетію. Довгий час ваюніти зберігали традиційну слов'янську віру. У XI віці ваюніти ввійшли у Візантійську імперію і прийняли християнство. Основане заняття племені — землеробство і тваринництво. Ваюніти розтворилися в албанському і грецькому народах.